# Liste der Lieder von Volbeat

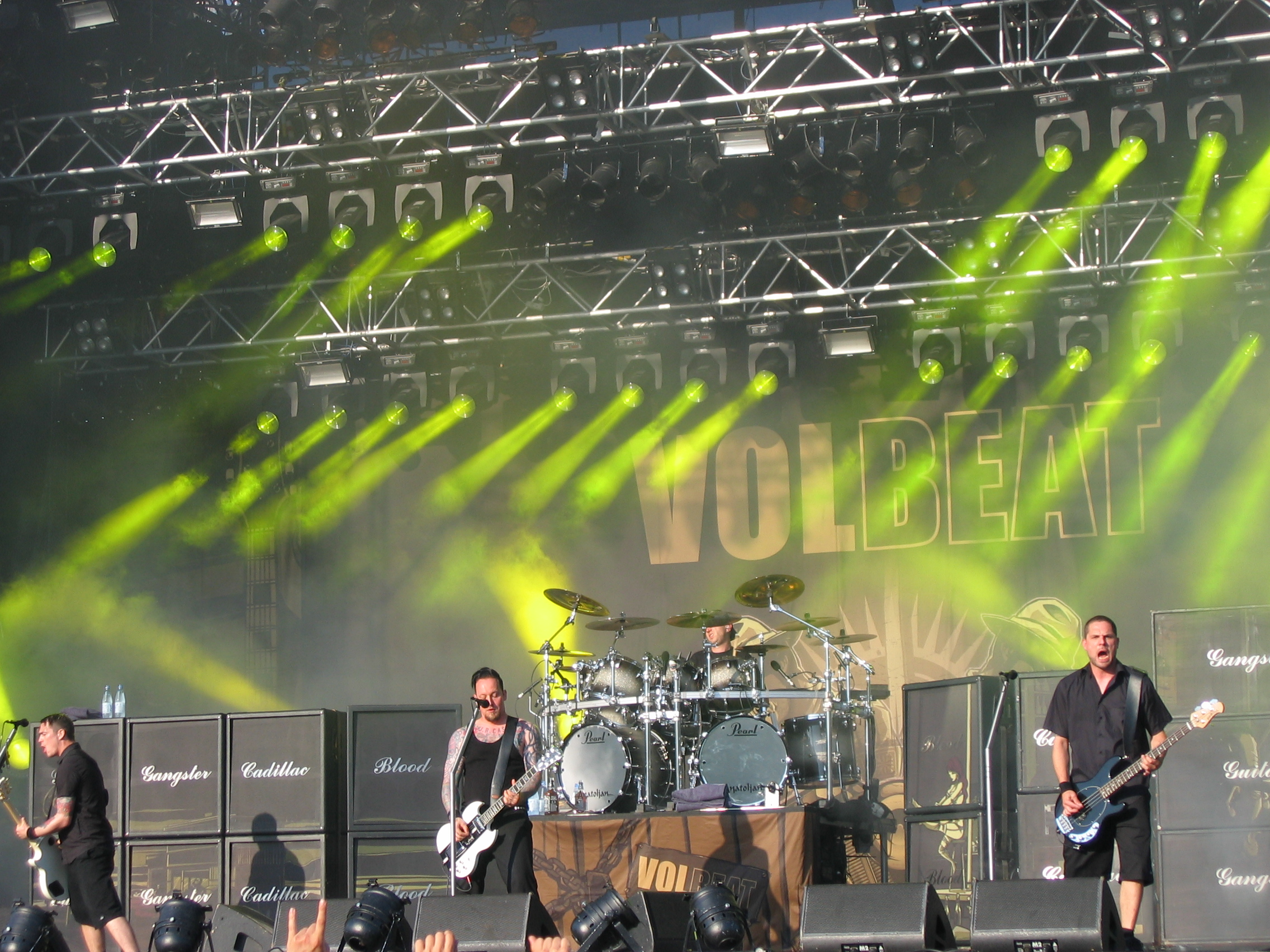
Volbeat live 2009

Dies ist eine Liste der Lieder der dänischen Heavy-Metal-Band Volbeat. Die Lieder sind alphabetisch sortiert.

## Legende
- Titel: Nennt den Namen des Liedes. Als Single veröffentlichte Lieder sind grün, Coverversionen blau hinterlegt. Ferner werden bei Coverversionen die Originalinterpreten genannt.
- Autoren: Nennt die Autores des Liedes.
- Album: Nennt das Album, auf dem das Lied erschien. Bei orange markierten Titeln handelt es sich um Bonustracks, die nicht auf allen Versionen des Albums vertreten sind.
- Jahr: Nennt das Veröffentlichungsjahr.

## Die Lieder

### A
| #  | Titel                          | Autoren                               | Album                                | Jahr |
| -- | ------------------------------ | ------------------------------------- | ------------------------------------ | ---- |
| 1  | A Better Believer              | Poulsen                               | Beyond Hell / Above Heaven           | 2010 |
| 2  | A Broken Man and the Dawn      | Poulsen, Larsen                       | Guitar Gangsters & Cadillac Blood    | 2008 |
| 3  | A Moment Forever               | Poulsen                               | Rock the Rebel / Metal the Devil     | 2007 |
| 4  | A New Day                      | Poulsen, Bredahl                      | Beyond Hell / Above Heaven           | 2010 |
| 5  | A Warrior’s Call               | Poulsen                               | Beyond Hell / Above Heaven           | 2010 |
| 6  | Acid Rain                      | Poulsen                               | God of Angels Trust                  | 2025 |
| 7  | Always, Wu                     | Poulsen, Larsen, Kjølholm, Gottschalk | The Strength / The Sound / The Songs | 2005 |
| 8  | Alienized                      | Poulsen, Larsen, Kjølholm, Gottschalk | The Strength / The Sound / The Songs | 2005 |
| 9  | Angelfuck (Misfits)            | Danzig                                | Live from Beyond Hell / Above Heaven | 2011 |
| 10 | Another Day, Another Way       | Poulsen, Larsen, Kjølholm, Gottschalk | The Strength / The Sound / The Songs | 2005 |
| 11 | At the End of the Sirens       | Poulsen                               | God of Angels Trust                  | 2025 |
| 12 | The Awakening of Bonnie Parker | Volbeat                               | Rewind, Replay, Rebound              | 2019 |

### B
| #  | Titel                                      | Autoren              | Album                             | Jahr |
| -- | ------------------------------------------ | -------------------- | --------------------------------- | ---- |
| 1  | Back to Prom                               | Poulsen, Bredahl     | Guitar Gangsters & Cadillac Blood | 2008 |
| 2  | Battleship Chains (The Georgia Satellites) | Anderson             | Seal the Deal & Let’s Boogie      | 2016 |
| 3  | Becoming                                   | Poulsen              | Servant of the Mind               | 2021 |
| 4  | Beeing 1                                   | Poulsen              | Beyond Hell / Above Heaven        | 2010 |
| 5  | Better Be Fueled Than Tamed                | Poulsen, Boye Larsen | God of Angels Trust               | 2025 |
| 6  | Black Bart                                 | Poulsen & Volbeat    | Outlaw Gentlemen & Shady Ladies   | 2013 |
| 7  | Black Rose                                 | Poulsen              | Seal the Deal & Let’s Boogie      | 2016 |
| 8  | The Bliss                                  | Poulsen              | Seal the Deal & Let’s Boogie      | 2016 |
| 9  | Boa (JDM)                                  | Poulsen              | Rock the Rebel / Metal the Devil  | 2007 |
| 10 | By a Monster’s Hand                        | Poulsen              | God of Angels Trust               | 2025 |

### C
| # | Titel                              | Autoren                               | Album                                | Jahr |
| - | ---------------------------------- | ------------------------------------- | ------------------------------------ | ---- |
| 1 | Cape of Our Hero                   | Poulsen & Volbeat                     | Outlaw Gentlemen & Shady Ladies      | 2013 |
| 2 | Caroline # 1                       | Poulsen, Larsen, Kjølholm, Gottschalk | The Strength / The Sound / The Songs | 2005 |
| 3 | Caroline Leaving (Caroline, Pt. 2) | Poulsen, Larsen, Kjølholm, Gottschalk | The Strength / The Sound / The Songs | 2005 |
| 4 | Cheapside Sloggers                 | Volbeat                               | Rewind, Replay, Rebound              | 2019 |
| 5 | Cloud 9                            | Volbeat                               | Rewind, Replay, Rebound              | 2019 |

### D
| #  | Titel                         | Autoren                               | Album                                | Jahr |
| -- | ----------------------------- | ------------------------------------- | ------------------------------------ | ---- |
| 1  | Dagen Før                     | Poulsen                               | Servant of the Mind                  | 2021 |
| 2  | Danny & Lucy (11PM)           | Poulsen, Larsen, Kjølholm, Gottschalk | The Strength / The Sound / The Songs | 2005 |
| 3  | Dead But Rising               | Poulsen & Volbeat                     | Outlaw Gentlemen & Shady Ladies      | 2013 |
| 4  | Demonic Depression            | Poulsen                               | God of Angels Trust                  | 2025 |
| 5  | Devil or the Blue Cat’s Song  | Poulsen                               | Rock the Rebel / Metal the Devil     | 2007 |
| 6  | The Devil Rages On            | Poulsen                               | Servant of the Mind                  | 2021 |
| 7  | The Devil’s Bleeding Crown    | Poulsen                               | Seal the Deal & Let’s Boogie         | 2016 |
| 8  | Devils Are Awake              | Poulsen, Larsen                       | God of Angels Trust                  | 2025 |
| 9  | Die to Live                   | Volbeat                               | Rewind, Replay, Rebound              | 2019 |
| 10 | Doc Holliday                  | Poulsen & Volbeat                     | Outlaw Gentlemen & Shady Ladies      | 2013 |
| 11 | Domino (Roy Orbison)          | –                                     | Servant of the Mind                  | 2021 |
| 12 | Don’t Tread on Me (Metallica) | Hetfield, Ulrich                      | Servant of the Mind                  | 2021 |

### E
| # | Titel                                               | Autoren                               | Album                                | Jahr |
| - | --------------------------------------------------- | ------------------------------------- | ------------------------------------ | ---- |
| 1 | Ecotone                                             | Poulsen                               | Outlaw Gentlemen & Shady Ladies      | 2013 |
| 2 | Enlighten the Disorder (By a Monster’s Hand Part 2) | Poulsen                               | God of Angels Trust                  | 2025 |
| 3 | Enter Sandman (Metallica)                           | Hetfield, Ulrich, Hammett             | Let’s Boogie! Live from Telia Parken | 2018 |
| 4 | The Everlasting                                     | Volbeat                               | Rewind, Replay, Rebound              | 2019 |
| 5 | Everything’s Still Fine                             | Poulsen, Larsen, Kjølholm, Gottschalk | The Strength / The Sound / The Songs | 2005 |
| 6 | Evelyn                                              | Poulsen, Larsen                       | Beyond Hell / Above Heaven           | 2010 |

### F
| # | Titel                              | Autoren                               | Album                                | Jahr |
| - | ---------------------------------- | ------------------------------------- | ------------------------------------ | ---- |
| 1 | Fallen                             | Poulsen, Bredahl                      | Beyond Hell / Above Heaven           | 2010 |
| 2 | Find that Soul                     | Poulsen, Larsen, Kjølholm, Bredahl    | Guitar Gangsters & Cadillac Blood    | 2008 |
| 3 | For evigt                          | Poulsen                               | Seal the Deal & Let’s Boogie         | 2016 |
| 4 | Fire Song (Danny & Lucy Revisited) | Poulsen, Larsen, Kjølholm, Gottschalk | The Strength / The Sound / The Songs | 2005 |

### G
| # | Titel                             | Autoren                   | Album                             | Jahr |
| - | --------------------------------- | ------------------------- | --------------------------------- | ---- |
| 1 | The Garden’s Tale                 | Poulsen                   | Rock the Rebel / Metal the Devil  | 2007 |
| 2 | The Gates of Babylon              | Poulsen, Caggiano, Larsen | Seal the Deal & Let’s Boogie      | 2016 |
| 3 | Goodbye Forever                   | Poulsen                   | Seal the Deal & Let’s Boogie      | 2016 |
| 4 | Guitar Gangsters & Cadillac Blood | Poulsen                   | Guitar Gangsters & Cadillac Blood | 2008 |

### H
| # | Titel                    | Autoren                               | Album                                | Jahr |
| - | ------------------------ | ------------------------------------- | ------------------------------------ | ---- |
| 1 | Hallelujah Goat          | Poulsen, Larsen                       | Guitar Gangsters & Cadillac Blood    | 2008 |
| 2 | The Hangman’s Body Count | Poulsen                               | Outlaw Gentlemen & Shady Ladies      | 2013 |
| 3 | Healing Subcounsciously  | Poulsen, Larsen, Kjølholm, Gottschalk | The Strength / The Sound / The Songs | 2005 |
| 4 | Heaven Nor Hell          | Poulsen                               | Beyond Hell / Above Heaven           | 2010 |
| 5 | Heaven’s Descent         | Poulsen                               | Servant of the Mind                  | 2021 |
| 6 | The Human Instrument     | Poulsen                               | Rock the Rebel / Metal the Devil     | 2007 |

### I
| # | Titel                                                                          | Autoren                            | Album                                | Jahr |
| - | ------------------------------------------------------------------------------ | ---------------------------------- | ------------------------------------ | ---- |
| 1 | I Only Wanne Be With You (Dusty Springfield)                                   | Hawker, Raymonde                   | The Strength / The Sound / The Songs | 2005 |
| 2 | I’m So Lonesome I Could Cry (Hank Williams)                                    | Williams                           | Guitar Gangsters & Cadillac Blood    | 2008 |
| 3 | In the Barn of the Goat Giving Birth to Satan’s Spawn in a Dying World of Doom | Poulsen                            | God of Angels Trust                  | 2025 |
| 4 | Intro (End of the Road)                                                        | Poulsen, Larsen, Kjølholm, Bredahl | Guitar Gangsters & Cadillac Blood    | 2008 |

### L
| #  | Titel                  | Autoren                   | Album                             | Jahr |
| -- | ---------------------- | ------------------------- | --------------------------------- | ---- |
| 1  | Lasse’e Birgitta       | Poulsen                   | Servant of the Mind               | 2021 |
| 2  | Last Day Under the Sun | Volbeat                   | Rewind, Replay, Rebound           | 2019 |
| 3  | Let It Burn            | Poulsen                   | Seal the Deal & Let’s Boogie      | 2016 |
| 4  | Let’s Shake Some Dust  | Caggiano, Poulsen         | Outlaw Gentlemen & Shady Ladies   | 2013 |
| 5  | Leviathan              | Volbeat                   | Rewind, Replay, Rebound           | 2019 |
| 6  | Light a Way            | Poulsen                   | Guitar Gangsters & Cadillac Blood | 2008 |
| 7  | The Loa’s Crossroad    | Poulsen, Caggiano, Larsen | Seal the Deal & Let’s Boogie      | 2016 |
| 8  | Lola Montez            | Poulsen & Volbeat         | Outlaw Gentlemen & Shady Ladies   | 2013 |
| 9  | Lonely Fields          | Poulsen, Boye Larsen      | God of Angels Trust               | 2025 |
| 10 | Lonesome Rider         | Poulsen, Caggiano         | Outlaw Gentlemen & Shady Ladies   | 2013 |

### M
| #  | Titel                        | Autoren                                      | Album                             | Jahr |
| -- | ---------------------------- | -------------------------------------------- | --------------------------------- | ---- |
| 1  | Magic Zone                   | Poulsen                                      | Beyond Hell / Above Heaven        | 2010 |
| 2  | Making Believe (Kitty Wells) | Work                                         | Guitar Gangsters & Cadillac Blood | 2008 |
| 3  | Marie Leveau                 | Poulsen                                      | Seal the Deal & Let’s Boogie      | 2016 |
| 4  | Mary Ann’s Place             | Poulsen                                      | Guitar Gangsters & Cadillac Blood | 2008 |
| 5  | Mary Jane Kelly              | Poulsen                                      | Seal the Deal & Let’s Boogie      | 2016 |
| 6  | Maybe I Believe              | Volbeat                                      | Rewind, Replay, Rebound           | 2019 |
| 7  | Maybellene i Hofteholder     | Poulsen                                      | Guitar Gangsters & Cadillac Blood | 2008 |
| 8  | Mindlock                     | Poulsen                                      | Servant of the Mind               | 2021 |
| 9  | The Mirror and the Ripper    | Poulsen                                      | Beyond Hell / Above Heaven        | 2010 |
| 10 | Mr & Mrs Ness                | Poulsen                                      | Rock the Rebel / Metal the Devil  | 2007 |
| 11 | My Body (Young the Giant)    | Godhia, Tilley, Cannota, Comtois, Doostzadeh | Outlaw Gentlemen & Shady Ladies   | 2013 |

### N
| # | Titel            | Autoren           | Album                           | Jahr |
| - | ---------------- | ----------------- | ------------------------------- | ---- |
| 1 | The Nameless One | Poulsen & Volbeat | Outlaw Gentlemen & Shady Ladies | 2013 |

### O
| # | Titel          | Autoren           | Album                           | Jahr |
| - | -------------- | ----------------- | ------------------------------- | ---- |
| 1 | Our Loved Ones | Poulsen, Caggiano | Outlaw Gentlemen & Shady Ladies | 2013 |

### P
| # | Titel                       | Autoren                               | Album                                | Jahr |
| - | --------------------------- | ------------------------------------- | ------------------------------------ | ---- |
| 1 | Parasite                    | Volbeat                               | Rewind, Replay, Rebound              | 2019 |
| 2 | The Passenger               | Poulsen                               | Servant of the Mind                  | 2021 |
| 3 | Pearl Hart                  | Poulsen & Volbeat                     | Outlaw Gentlemen & Shady Ladies      | 2013 |
| 4 | Pelvis on Fire              | Volbeat                               | Rewind, Replay, Rebound              | 2019 |
| 5 | Pool of Booze, Booze, Booza | Poulsen, Larsen, Kjølholm, Gottschalk | The Strength / The Sound / The Songs | 2005 |

### R
| # | Titel                          | Autoren                               | Album                                | Jahr |
| - | ------------------------------ | ------------------------------------- | ------------------------------------ | ---- |
| 1 | Radio Girl                     | Poulsen                               | Rock the Rebel / Metal the Devil     | 2007 |
| 2 | Rebel Angel                    | unbekannt                             |                                      |      |
| 3 | Rebel Monster                  | Poulsen, Larsen, Kjølholm, Gottschalk | The Strength / The Sound / The Songs | 2005 |
| 4 | Rebound (Teenage Bottlerocket) | Carlisle                              | Seal the Deal & Let’s Boogie         | 2016 |
| 5 | Return to None (Wolfbrigade)   | –                                     | Servant of the Mind                  | 2021 |
| 6 | Rewind the Exit                | Volbeat                               | Rewind, Replay, Rebound              | 2019 |
| 7 | River Queen                    | Poulsen                               | Rock the Rebel / Metal the Devil     | 2007 |
| 8 | Room 24                        | Poulsen & Volbeat, Diamond            | Outlaw Gentlemen & Shady Ladies      | 2013 |

### S
| #  | Titel                | Autoren                               | Album                                | Jahr |
| -- | -------------------- | ------------------------------------- | ------------------------------------ | ---- |
| 1  | Sacred Stones        | Poulsen                               | Servant of the Mind                  | 2021 |
| 2  | Sad Man’s Tongue     | Poulsen                               | Rock the Rebel / Metal the Devil     | 2007 |
| 3  | Say No More          | Poulsen                               | Servant of the Mind                  | 2021 |
| 4  | Say Your Number      | Poulsen, Larsen, Kjølholm, Gottschalk | The Strength / The Sound / The Songs | 2005 |
| 5  | Seal the Deal        | Poulsen, Larsen                       | Seal the Deal & Let’s Boogie         | 2016 |
| 6  | Shotgun Blues        | Poulsen                               | Servant of the Mind                  | 2021 |
| 7  | The Sinner Is You    | Poulsen, Caggiano                     | Outlaw Gentlemen & Shady Ladies      | 2013 |
| 8  | Slaytan              | Poulsen                               | Seal the Deal & Let’s Boogie         | 2016 |
| 9  | Something Else Or... | Poulsen, Larsen, Kjølholm, Gottschalk | The Strength / The Sound / The Songs | 2005 |
| 10 | Sorry Sack of Bones  | Volbeat                               | Rewind, Replay, Rebound              | 2019 |
| 11 | Soulweeper           | Poulsen, Larsen, Kjølholm, Gottschalk | The Strength / The Sound / The Songs | 2005 |
| 12 | Soulweeper #2        | Poulsen                               | Rock the Rebel / Metal the Devil     | 2007 |
| 13 | Step into Light      | Poulsen                               | Servant of the Mind                  | 2021 |
| 14 | Still Counting       | Poulsen, Larsen, Kjølholm, Bredahl    | Guitar Gangsters & Cadillac Blood    | 2008 |

### T
| # | Titel          | Autoren         | Album                      | Jahr |
| - | -------------- | --------------- | -------------------------- | ---- |
| 1 | Temple of Ekur | Poulsen         | Servant of the Mind        | 2021 |
| 2 | Thanks         | Poulsen, Larsen | Beyond Hell / Above Heaven | 2010 |
| 3 | Time Will Heal | Poulsen         | God of Angels Trust        | 2025 |

### W
| # | Titel                 | Autoren                            | Album                             | Jahr |
| - | --------------------- | ---------------------------------- | --------------------------------- | ---- |
| 1 | Wait a Minute My Girl | Poulsen                            | Servant of the Mind               | 2021 |
| 2 | We                    | Poulsen, Larsen, Kjølholm, Bredahl | Guitar Gangsters & Cadillac Blood | 2008 |
| 3 | When We Were Kids     | Volbeat                            | Rewind, Replay, Rebound           | 2019 |
| 4 | Who They Are          | Poulsen                            | Beyond Hell / Above Heaven        | 2010 |
| 5 | Wild Rover of Hell    | Poulsen, Larsen                    | Guitar Gangsters & Cadillac Blood | 2008 |

### Y
| # | Titel         | Autoren                   | Album                            | Jahr |
| - | ------------- | ------------------------- | -------------------------------- | ---- |
| 1 | You or Them   | Poulsen                   | Rock the Rebel / Metal the Devil | 2007 |
| 2 | You Will Know | Poulsen, Caggiano, Larsen | Seal the Deal & Let’s Boogie     | 2016 |

### #
| # | Titel      | Autoren | Album                      | Jahr |
| - | ---------- | ------- | -------------------------- | ---- |
| 1 | 7:24       | Volbeat | Rewind, Replay, Rebound    | 2019 |
| 2 | 7 Shots    | Poulsen | Beyond Hell / Above Heaven | 2010 |
| 3 | 16 Dollars | Poulsen | Beyond Hell / Above Heaven | 2010 |